# 台英関係
台英関係では、主に中華民国（台湾）とイギリスの二国間関係について記述する。1950年以降、両国に国交はない。

## 歴史
鄭氏政権の鄭経と、東インド会社は鄭氏政権の終わりまで貿易協定を締結した。1947年5月9日、両国との航空運送協定を調印:8351。同年7月23日には南京で締結した:8388。 国共内戦での中国国民党率いる中華民国政府の敗北後、中華民国は中国大陸を去り、台湾へ渡る一方、イギリスとは1950年1月6日、大陸の中華人民共和国承認を機に同年同月日に国交断絶するが、台北県淡水（現・新北市）の領事館を通しての交流は1972年まで続き、閉鎖後も貿易などの関係はある。1991年8月22日、王立協会と科技部が台英の科学協力覚書を締結。1999年4月7日にその台英の科学協力覚書を更新した。1999年9月21日、台湾大震災が起きた際に、イギリスは6人の緊急救助隊を派遣して救助を行わせた。2008年2月15日には再び、台英の科学協力覚書を更新した。2015年5月27日にはイギリスの在台機関である「英国貿易文化弁事処」が「英国在台弁事処」に名称が変更された。

## 要人の往来
中華民国政府要人のイギリス訪問
1997年、許水徳考試院院長がイギリスを訪問。1998年、銭復国民大会議長がイギリスを訪問。1999年、王志剛経済部長がイギリスを訪問。そして、2000年には、李登輝前総統、連戦前副総統、趙怡新聞局長、王光宇新聞局長、馬英九台北市長（後の総統）がイギリスを訪問する。2011年は馬英九総統夫人の周美青と、頼浩敏司法院長が訪問した。
イギリス政府要人の台湾訪問
2001年にアラン・ジョンソン貿易産業省閣外大臣が台湾を訪問。2011年にはステファン・グリーン貿易投資担当国務大臣と、ナイジェル・エバンス下院副議）が台湾を訪問した。

## 貿易関係
台湾貿易センターがロンドンにある。
双方ともに電子電気機械の輸出入が多い。

## 大使館・総領事館
台北経済文化代表処をロンドンに置く。